# Bogusław Kajdas
Bogusław Kajdas (ur. 19 kwietnia 1909 w Przeczycach, zm. 1 września 1982 tamże) – polski rolnik, poseł na Sejm PRL III kadencji.

## Życiorys
Syn Ignacego. Uzyskał wykształcenie podstawowe. W 1928 wstąpił do kółka rolniczego w Przeczycach. W 1930 został skierowany do Szkoły Podchorążych dla Podoficerów w Bydgoszczy, po jej ukończeniu został awansowany na stopień kaprala. Następnie zaliczył kurs zwiadowców, uzyskując stopień plutonowego rezerwy. W wojnie obronnej w 1939 walczył na pierwszej linii frontu, na odcinku Łaziska Górne – Mikołów jako dowódca plutonu.
Po wyzwoleniu z okupacji niemieckiej brał udział w reorganizacji poniemieckiej administracji gminnej i powołaniu polskich organów gminy Mierzęcice. Zorganizował pierwszy posterunek Milicji Obywatelskiej w gminie, znajdujący się w Przeczycach i został jego komendantem. W marcu 1945 powołany na Powiatowego Pełnomocnika dla Spraw Reformy Rolnej w powiecie zawierciańskim i wybrany na naczelnika Ochotniczej Straży Pożarnej w Przeczycach. W 1947 rozpoczął pracę w Zarządzie Wojewódzkim Związku Samopomocy Chłopskiej w Katowicach. Był radnym Powiatowej Rady Narodowej w Zawierciu, z ramienia – najpierw Stronnictwa Ludowego, później Zjednoczonego Stronnictwa Ludowego. W latach 1948–1953 pozostawał radnym Wojewódzkiej Rady Narodowej w Katowicach. W 1952 został komendantem powiatowym Powszechnej Organizacji „Służba Polsce” w Zawierciu. W czasie wykonywania mandatu radnego PRN i WRN został powołany przez Gminny Komitet Frontu Narodowego na przewodniczącego Prezydium Gminnej Rady Narodowej w Mierzęcicach. W 1955 został przewodniczącym Prezydium Gromadzkiej Rady Narodowej w Przeczycach. W latach 1957–1959 pracował jako sekretarz Powiatowego Związku Kółek Rolniczych w Zawierciu. W 1961 został posłem na Sejm PRL z okręgu Dąbrowa Górnicza. W parlamencie zasiadał w Komisji Handlu Zagranicznego.
W 1955 został odznaczony Medalem 10-lecia Polski Ludowej.